# Noce i dnie (serial telewizyjny)
Noce i dnie – polski serial telewizyjny w reżyserii Jerzego Antczaka.
Część scen pojawia się również w filmie kinowym o tym samym tytule (pracowano nad nimi przy użyciu odrębnych kamer dla obu produkcji), jednak fabuła serialu jest znacznie bardziej rozbudowana. Zdjęcia do serialu w sumie (kręcone równolegle z filmem oraz osobno) trwały 500 dni.

## Obsada
- Jadwiga Barańska (Barbara Niechcic)
- Jerzy Bińczycki (Bogumił Niechcic)
- Barbara Ludwiżanka (matka Barbary)
- Jerzy Kamas (Daniel Ostrzeński)
- Janina Traczykówna (Michalina Ostrzeńska)
- Elżbieta Starostecka (Teresa Ostrzeńska-Kociełło)
- Emir Buczacki (Lucjan Kociełło)
- Stanisława Celińska (Agnieszka Niechcic)
- Jan Englert (Marcin Śniadowski)
- Kazimierz Mazur (Tomasz Niechcic)
- Olgierd Łukaszewicz (Janusz Ostrzeński)
- Andrzej Seweryn (Anzelm Ostrzeński)
- Karol Strasburger (Józef Toliboski)
- Henryk Borowski (Klemens Klicki)
- Beata Tyszkiewicz (rejentowa Stefania Holszańska)
- Andrzej Szczepkowski (rejent Holszański)
- Władysław Hańcza (Jan Łada)
- Mieczysław Milecki (ksiądz Komodziński)
- Halina Czengery (Wiktoria Łada, żona Jana)
- Marek Walczewski (Daleniecki)
- Barbara Rachwalska (służąca Niechciców)
- Bożena Dykiel (Andzia Torebkówna)
- Andrzej Gawroński (Czerniak, chłop w Serbinowie, niewymieniony w czołówce)
- Ryszarda Hanin (Żarnecka-kucharka Niechciców)
- Ewa Dałkowska (Olesia Chrobotówna)
- Zofia Merle (chłopka Maria Kałużna)
- Irena Kownas (Felicja, kucharka w Serbinowie)
- Tadeusz Fijewski (Łuczak-chłop z Serbinowa)
- Helena Kowalczykowa (chłopka z Serbinowa)
- Teodor Gendera (chłop w Serbinowie)
- Jadwiga Kuryluk (Ludwiczka, służąca w Krępie)
- Alicja Migulanka (kucharka Józia)
- Aleksandra Leszczyńska (matka Bogumiła)
- Wanda Stanisławska-Lothe (gość na przyjęciu u Woynarowskiego)
- Andrzej Grąziewicz (oficer rosyjski; oficer pruski)
- Lech Sołuba (Oleś Siwek)
- Elżbieta Karkoszka (Magda, córka Klimeckich)
- Magdalena Zawadzka (Ksawunia Woynarowska)
- Janusz Paluszkiewicz (chłop Banasiak)
- Bogusław Sochnacki (Roman Katelba)
- Anna Nehrebecka (Celina Mroczkówna-Katelbina)
- Zbigniew Koczanowicz (Szymszel)
- Ludwik Benoit (Jozafat)

## Odcinki
1. „Bogumił i Barbara”
2. „Piotruś i Teresa”
3. „Babcia”
4. „Wieczne zmartwienia”
5. „Uśmiechy losu”
6. „Miłość”
7. „Wiatr w oczy”
8. „Czas miłości i czas śmierci”
9. „Ojcowie i dzieci”
10. „Rodzimy się, umieramy, a życia wciąż wystarcza...”
11. „U schyłku dnia”
12. „A potem nastąpi noc”